# 갈레아초 치아노
코르텔라초 부카리 백작 잔 갈레아초 치아노(이탈리아어: Gian Galeazzo Ciano, conte di Cortellazzo e Buccari, 1903년 3월 18일 ~ 1944년 1월 11일)는 이탈리아의 정치가이자 외교관, 귀족이다. 외무성 관리를 거쳐 중국 상하이 총영사를 지냈다. 1930년 베니토 무솔리니의 딸과 결혼하였으며, 1934년 선전상이 되었다. 1939년에 부친의 작위를 물려받아 제2대 코르텔라초 및 부카리(Cortellazzo and Buccari) 백작이 되었다. 1940년에는 나치 독일, 일본 제국과 삼국 군사 동맹을 체결하였으며, 1943년 무솔리니를 몰아낼 것을 결정한 파시스트 대평의회에서 찬성표를 던졌다. 그리하여 이듬해 무솔리니의 신공화 파시스트 정권의 특별 법정에서 사형 선고를 받고 총살당하였다.

## 생애
갈레아초 치아노는 1903년 리보르노에서 태어났으며, 아버지는 제1차 세계대전에서 이름을 떨친 콘스탄초 제독이었다. 그는 로마 대학교 법학과에 입학했으며, 졸업한 후 잠시 언론에서 활동하다가 1925년에 외무부에 들어가서 일하게 된다. 처음에는 브라질 리우데자네이루에서 대사관으로 시작했고, 아르헨티나 부에노스아이레스에서 근무한 후 베이징 공사관과 상하이 총영사로 승진했다.
상하이 영사직 임기가 끝나면서 그는 아버지가 근무하는 집정관 겸 조합의장 부서직에 잠깐 있다가 1930년에 베니토 무솔리니의 딸 에다와 결혼하게 된다. 5년후에 그는 선전부장관을 하게 되며 이탈리아 왕국이 에티오피아를 침공할 때 자원, 폭격기 비행대대의 대대장으로 참전하여 2개의 훈장을 수여받았다.
본국으로 돌아온 후 1936년, 디노 그란디의 후임으로 외무부 장관에 임명된다. 외무부 장관이 된 그는 왕자인 움베르토 2세에게 신뢰를 얻으며 서로 협력하게 되고 국왕 비토리오 에마누엘레 3세에게도 총애를 받아 매우 영예로운 훈장을 수여받는다.
1930년대 후반, 무솔리니와 독일의 아돌프 히틀러의 만남으로 동맹 및 협력체제가 시작되면서 갈레아조 치아노는 독일의 외무부 장관 리벤트로프와 여러번 회담을 가진 후 1939년 이탈리아와 독일은 강철 조약에 서명하게 된다. 하지만 치아노는 "이탈리아는 전쟁을 할 준비가 되지 않았다"고 발언하여 무솔리니와 여러 차례의 논쟁을 벌이기도 했다.
그리고 얼마후 1940년에 나치 독일-이탈리아 왕국-일본 제국으로 3국 추축 동맹에 가입하였다. 그 사이에 갈레아조 치아노 외무부 장관은 1939년 이탈리아가 점령한 알바니아 총독을 역임했는데, 그는 알바니아를 엄격하고 잔인하게 통치하면서 알바니아 파시스트 정당을 활성화시켰다.
1939년 제2차 세계 대전이 발발하자 나치 독일과 협력하여 전쟁을 일으켰지만 독일의 폴란드 침공 지원에는 거절 의사를 표했다. 대신 이탈리아의 그리스 침공을 적극 지지하였지만 이탈리아는 그리스에 대패를 당했다. 1941년 히틀러의 동부 전선에 대한 지원 회담에서 히틀러의 요청과 독일과의 동맹 때문에 지원군을 보냈으며, 1942년 증원군 파견 회담에도 함께 참가했지만, 독일과 함께 개전하는 이탈리아에 대해 치아노는 이런 회담에 불만이 많았고 무솔리니를 향한 비판이 더욱 거세어 졌다.
1943년 영국, 미국 연합군이 허스키 작전을 개시, 이탈리아 남부로 상륙하여 시칠리아 섬이 함락되자, 전임 참모총장 바돌리오 원수는 파시스트 정치인들에게 접촉을 하였고, 파시스트 대평의회가 소집되었을 때 치아노는 무솔리니 불신임 표를 던졌고, 여러 파시스트 정치인들도 역시 무솔리니에 불신임표를 던짐으로써 무솔리니는 실각하게 된다.
무솔리니는 체포되었고, 파시스트당은 해산되었으며 피에트로 바돌리오 원수가 임시 수반에 올랐다. 하지만, 곧이어 무솔리니는 독일에게 구출되어 북부 이탈리아 지방에 살로 공화국을 세웠고, 독일군은 로마로 진군했다. 로마에 있던 치아노는 무솔리니 퇴출에 협조했다는 이유로 독일군에 체포되어 압송된다.
치아노는 이탈리아 베로나로 압송된다. 거기서 그는 살로 공화국의 파시스트당 대표가 된 알렉산드로 파볼리니의 재판 아래 '반역자'로 간주되었고, 결국 치아노는 에밀리오 데 보노와 함께 1944년에 총살되어 41세의 나이로 사망하였다.

## 같이 보기
- 베니토 무솔리니
- 디노 그란디